# Федеріка Пеллегріні
Федеріка Пеллегріні  (італ. Federica Pellegrini, 5 серпня 1988) — італійська плавчиня, олімпійська чемпіонка.

## Виступи на Олімпіадах
| Олімпіада  | Дисципліна                            | Місце   |
| ---------- | ------------------------------------- | ------- |
| Афіни 2004 | плавання на 100 метрів вільним стилем | 10      |
| Афіни 2004 | плавання на 200 метрів вільним стилем | 2       |
| Афіни 2004 | естафета 4 × 100 вільним стилем       | 10      |
| Афіни 2004 | комплексна естафета 4 × 100           | AC r1/2 |
| Пекін 2008 | плавання на 200 метрів вільним стилем | 1       |
| Пекін 2008 | плавання на 400 метрів вільним стилем | 5       |
| Пекін 2008 | естафета 4 × 100 вільним стилем       | 10      |
| Пекін 2008 | естафета 4 × 200 вільним стилем       | 4       |
| Пекін 2008 | комплексна естафета 4 × 100           | 14      |